# Mário Jorge da Fonseca Hermes
Mário Jorge da Fonseca Hermes (Brasilia, 14 agosto 1926 – Rio de Janeiro, 27 giugno 2019) è stato un cestista brasiliano.

## Carriera
Ha iniziato la sua carriera nel 1941 al Clube Central de Niterói (RJ), ma si distinse soprattutto con il Clube de Regatas do Flamengo.
Con il Brasile è stato medaglia di bronzo ai Giochi panamericani 1951, ha partecipato alle Olimpiadi di Helsinki nel 1952 (dove è stato anche l'alfiere della delegazione brasiliana), ed è stato medaglia d'argento al Campionato del mondo del 1954.
Ha diretto le delegazioni brasiliane di basket nel Campionato sudamericano in Ecuador (1989), nell'America's Cup of Basketball in Messico (1989), ai Goodwill Games a Seattle, USA (1990) e ai Campionati del mondo in Argentina (1990).
Nel 2007 ha sfilato con la fiaccola dei Giochi panamericani di Rio de Janeiro.